# 강간
| |
| 형법 刑法 |
| 형법학 · 범죄 · 형벌 죄형법정주의 |
| 범죄론 |
| 구성요건 · 실행행위 · 부작위범 간접정범 · 미수범 · 기수범 · 중지범 불능범 · 상당인과관계 고의 · 고의범 · 착오 과실 · 과실범 공범 · 정범 · 공동정범 공모공동정범 · 교사범 · 방조범 |
| 항변 |
| 위법성조각사유 · 위법성 · 책임 · 책임주의 책임능력 · 심신상실 · 심신미약 · 정당행위 · 정당방위 · 긴급피난 · 오상방위 · 과잉방위 · 강요된 행위                                     |
| 죄수 |
| 상상적 경합 · 연속범 · 병합죄 |
| 형벌론 |
| 사형 · 징역 · 금고 벌금 · 구류 · 과료 · 몰수 법정형 · 처단형 · 선고형 자수 · 작량감경 · 집행유예                                                                                  |
| 대인범죄 |
| 폭행죄 · 상해치사죄 · 절도죄 |
| 성범죄 · 성매매알선 · 강간죄 |
| 유괴 · 과실치사상죄 · 살인죄 |
| 대물범죄 |
| 손괴죄 · 방화죄 |
| 절도죄 · 강도죄 · 사기죄 |
| 사법절차 방해죄 |
| 공무집행방해죄 · 뇌물죄 |
| 위증죄 · 배임죄 |
| 미완의 범죄 |
| 시도 · 모의 · 공모 |
| 형법적 항변 |
| 자동증, 음주 & 착오 |
| 정신 이상 · 한정책임능력 |
| 강박 · 필요 |
| 도발 · 정당방위 |
| 다른 7법 영역 |
| 헌법 · 민법 · 형법 |
| 민사소송법 · 형사소송법 · 행정법 |
| 포털: 법 · 법철학 · 형사정책 |
| v • d • e • h |

강간(強姦, 영어: rape)은 성폭력의 일종으로, 폭행 또는 협박으로 사람을 간음하는 행위를 뜻한다.
성폭행(性暴行)이라고도 한다.
강간의 정의는 나라마다 그 문화에 따라 다르고, 강압이나 간음 등의 정의에 있어서 여러 논쟁이 있다.
물리적 폭력이나 구속 등의 신체적인 위협 외에도 협박과 같은 정신적 폭력을 사용하여 억지로 동의를 받아낸 경우, 상대방이 약물이나 알콜에 취한 경우 미성년자나 장애인은 성교에 관한 정확한 판단이 없기 때문에 동의 했어도 강간으로 간주된다.
상대방이 연인이나 배우자라 하더라도 동의 없이 억지로 행한 성교는 강간에 속한다.
전통적으로는 남성기를 여성기에 삽입하는 것만을 강간으로 보아왔으나, 1990년대 이후로는 성별의 구분 없이 가해자가 피해자에게 행한 모든 종류의 성적 삽입행위를 강간 또는 유사강간으로 보는 국가가 점점 늘어나고 있다.
일정한 나이에 도달하지 않은 아동은 보호의 대상으로서 성교에 대한 이성적 판단을 내리기에 어리다고 여겨지기 때문에 전 세계 대부분의 나라에서 만 13세 미만의 아동(미국은 주에 따라 16세~18세 미만, 유럽대륙은 14세~16세 미만)에 대한 성교는 의제강간으로서 처벌대상에 두고 있다.
현대 국제법에서는 전시 강간이나 성노예와 같은 군사적 권력에 의한 성폭행을 인도에 반한 죄 또는 전쟁범죄로 규정하고 있다.

## 역사

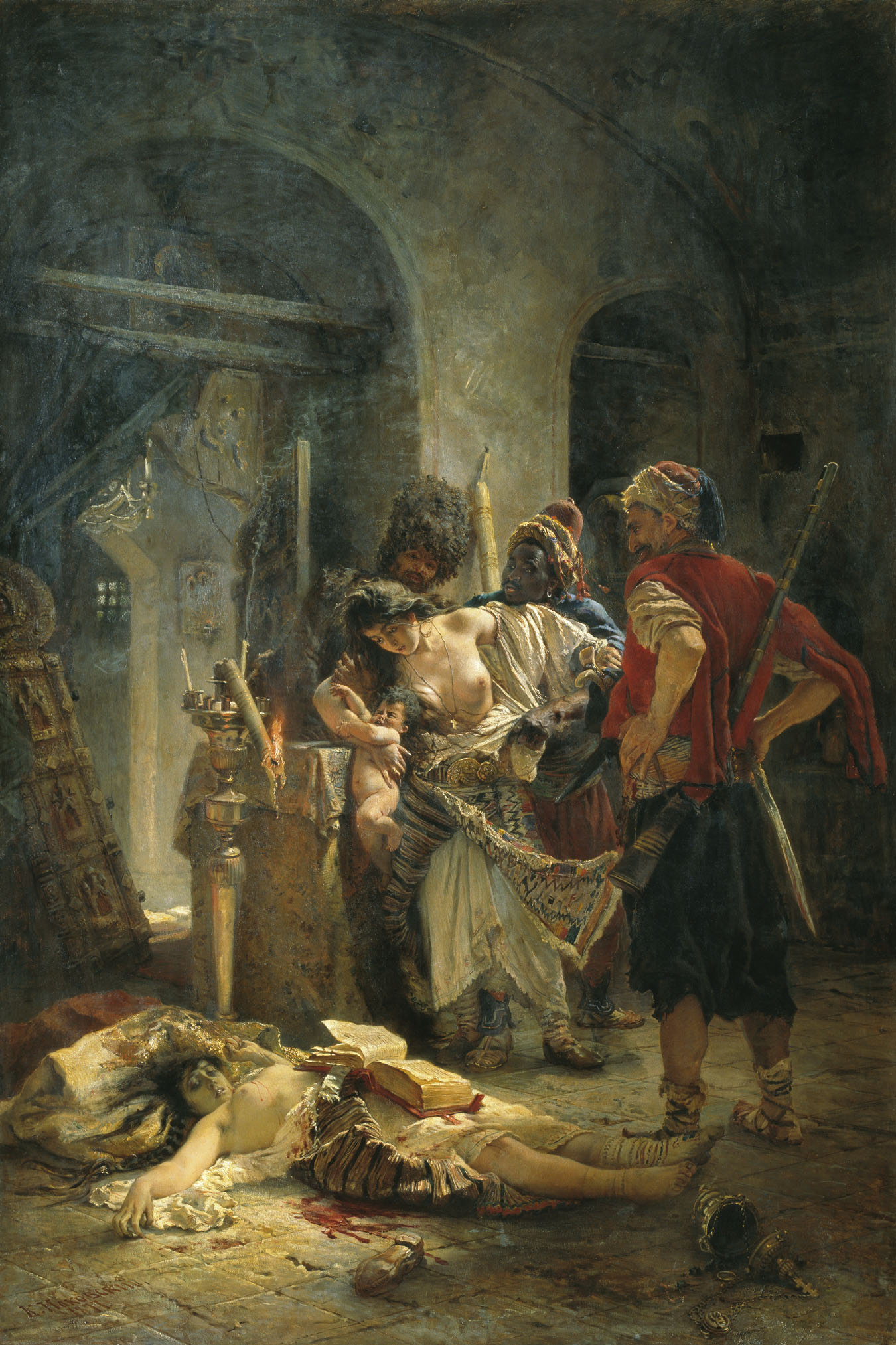
1877년 바시바조우크(오스만 제국의 용병)의 불가리아 여성 집단 강간, 콘스탄틴 마코브스키 作

강간이라는 개념의 시작은 신화의 시대로까지 거슬러 올라간다.
그리스 신화에는 제우스와 에우로페 혹은 가니메데스의 이야기에서 납치하여 동의를 얻어낸 후 성교를 하는 강간과 유사한 예를 찾아 볼 수 있다.
역사적으로 성폭력은 소수 민족이나 노예, 하층민, 식민지배 하의 원주민, 난민, 빈곤층 같은 사회적 약자나 형무소 등의 피수용자, 그리고 전시에 피정복 국가의 사람들을 상대로 자주 행해져 왔으며, 내란이나 전시 상황에서는 대규모 집단 강간이 자주 발생했다.
전시가 아니라도 권력자 등이 저지르는 성폭력과 관련된 전횡이 관행화되기도 했는데 그 예로는 중세 유럽 영주들의 초야권(初夜權) 등을 들 수 있다.
19세기까지 강간은 여성의 정조를 침해하는 범죄행위로 간주되었다.
따라서, 처녀에 대한 강간은 처녀가 아닌 여성에 대한 강간보다 무겁게 처벌되었다.
유사 이래 다른 민족에게 정복된 민족, 특히 여성의 운명은 가혹했다.
유럽에서는 기원전 4세기 알렉산드로스 대왕의 마케도니아군의 종군에 다수의 여성이 포함되었던 것으로 보아 창녀나 여성 포로가 끌려나와 강간 당했을 것으로 추정된다.
또한 크세노폰의 그리스인 용병 부대의 성욕 처리의 대상에는 다수의 소년들도 포함되어 있었다.
8세기 이후 유럽이 여러 소국으로 분열하여 잦은 전쟁이 일어나면서 군대에 의한 강간이 더 자주 일어나게 되었다.
몽골 제국의 창시자인 칭기스칸과 그의 후예들은 항복 권고를 받아들이지 않고 저항하는 도시를 정복하면 그 도시의 여성들을 전리품으로 제후나 병사들에게 나누어 주었다.
14세기 이후 유럽의 각국은 용병을 고용하는 사례가 많았는데 이들 중에 강간을 저지르는 부대가 증가하자 백년전쟁(1337년-1453년) 이후에는 전쟁 중의 강간을 처벌한다는 방침이 형성되었다.
근대 및 현대의 전시 상황 아래에서도 각국 군대의 적국 여성에 대한 강간 사건이 빈번하게 발생했다.
제2차 세계 대전과 그 직후에는 일본 제국, 나치 독일, 소련 등의 점령지에서 대규모 강간이 있었고, 베트남 전쟁에서는 미군에 의한 베트남 여성 강간 수가 적지 않았다.
1990년에는 이라크 군대가 쿠웨이트 여성들을, 1991년~1995년에는 세르비아 병사들이 무슬림 여성들을, 1994년 르완다에서는 후투족군이 투치족 여성들을 강간하는 등 역사적으로 전시상황에서 일어난 강간의 예는 셀 수 없이 많다.
또한, 대규모 재해가 발생해 치안이 일시적으로 악화되는 경우 재해민이나 피난민 중에서 약자들이 성폭력을 당하는 상황이 자주 발생해 왔다.

## 현대의 강간죄
1980년대까지 유럽이나 북미에서조차 강간은 피해자의 동의 없이 행한 혼인 외의 성교로, 남성기를 여성기에 삽입하는 것만을 의미했다.
 즉, 부부 간에 벌어지는 강간에 대해서는 면책권이 인정되었으며, 강간죄는 본질적으로 남성이 피해자로 인정되지 않는 범죄였다.

### 부부 강간의 처벌
미국에서는 1980년대 초까지 부부단일체 이론, 혼인의 프라이버시 이론 등을 내세워 부부 강간의 면책을 인정하여 왔다.
그러나, 1984년 뉴욕주 항소법원은 Liberta 판결에서 "혼인증명서가 배우자를 강간할 자격증일 수는 없다.
기혼여성도 미혼여성과 마찬가지로 자기의 신체를 통제할 권리를 갖는다."라고 선언하고 부부 사이의 강간을 인정하였으며, 부부의 일방이 성관계를 거부할 경우에 상대방이 취할 수 있는 태도는 강간이 아니라 이혼법정으로 가는 것이라고 판시했다.
이미 1981년에 프랑스에서는 부부 사이의 강간을 인정하는 판결이 나오기 시작했고, 영국은 1991년에 부부 강간 면책의 법리를 폐기했으며, 독일은 1997년에 강간죄의 '혼인 외의 간음'이라는 규정을 "간음이나 유사한 성적 행위"로 개정함으로써 부부 사이의 강간을 전면적으로 인정하고 있다.
또한, 중화민국에서는 1999년에 형법을 고쳐 부부 강간의 처벌을 명시하고 있다.
대한민국에서는 2009년에 부산지방법원에서 동거 중인 부부 사이에서 벌어진 강간을 인정하는 판결(2009.1.16.)이 처음으로 나왔고, 2013년에 한국 대법원은 전원합의체 판결을 통해 혼인관계가 유지되고 있던 부부 사이의 강간을 처음으로 인정(2013.5.16.)하였다.

### 간음(강간)개념의 확대
1980년대까지 전 세계 대다수 나라에서는 강압에 의한 구강·항문 성교를 강간죄의 규율 대상으로 보지 않았다.
그러나, 현재 미국 모범 형법전 제213.0조는 "강간죄의 '성교'에 구강·항문 성교가 포함된다"고 명시적으로 규정하고 있으며, 뉴욕, 캘리포니아, 뉴저지 등 대다수의 주(州)에서는 "강간"에 구강·항문 성교 뿐만 아니라 성기 또는 항문에 손가락이나 이물질을 삽입하는 것까지 규정하여 남성에 대한 강제삽입도 강간죄에 포함하고 있다.
영국 역시 1994년 이후 같은 입장을 취하고 있다.
강간죄의 개념을 확대하는 이같은 경향은 유럽 대륙에서도 마찬가지여서 프랑스 형법은 1990년대부터 강간의 의미를 "사람에 대한 성적 삽입행위"로 규정하고 있으며, 독일은 1997년에 형법을 개정하여 강간죄의 행위 태양에 "(간음과) 유사한 성적 행위"를 포함시키고 있다.
중화민국도 1999년 형법을 개정하여 같은 입장을 취하고 있다.
대한민국은 형법(2013.6.19.) 및 성폭력 특별법(2006.10.27.) 등을 개정하여 강간 외의 성적 삽입행위를 처벌하는 "유사강간죄"를 규정하고 있다.

### 보안처분 제도의 남용
미국에서는 1990년대 중반부터 아동대상 성범죄의 예방을 목적으로 다수의 주에서 아동대상 성범죄자의 신상정보를 공개하고 있다.
 미국에서 아동대상 성범죄자의 신상정보를 공개하는 정책은 1996년에 제정된 '매건법'에 따른 것이다.
1994년에 뉴저지주에서 매건 칸카(당시 7세)가 성범죄로 두 번 형사처벌을 받은 전과가 있었던 범인에 의해 유괴되어 살해된 사건을 계기로 제정된 매건법은 아동대상 성범죄자의 신상정보를 공개하도록 규정하였고, 이후 미국 연방의회도 매건법을 제정하였다.
영국에서는 2000년에 8세 여아가 성추행을 당한 후 살해된 사건을 계기로 아동 대상 성범죄자의 사진과 신상을 공개하기 시작했다.
대한민국에서는 2000년 2월에 개정된 '청소년의 성보호에 관한 법률'에 따라 같은 해 7월 1일부터 성범죄자의 신상공개 제도가 시행되었으며, 이후 2007년 4월에 제정된 '특정 성폭력범죄자에 대한 위치추적 전자장치 부착에 관한 법률'에 따라 2008년 10월 28일부터 위치추적 전자장치(이른바 '전자발찌') 제도가, 2010년 7월에 제정된 '성폭력범죄자의 성충동 약물치료에 관한 법률'에 따라 2011년 7월 24일부터 성충동 약물치료(이른바 '화학적 거세') 제도가 시행되고 있다.
그러나, 형벌 외에 이와 같이 보안처분을 추가로 부과하는 것에 대해서는 이중처벌이라는 공통된 비판과 함께, 신상공개의 경우에는 가족 등 동거인에 대한 연좌제가 될 수 있다는 점, 전자발찌의 경우에는 재범방지 효과는 불확실한 데 비해 전자발찌의 낙인 효과 때문에 사회적 격리가 심해져 재사회화라는 보안처분의 본래적 기능과 거리가 멀다는 점, 화학적 거세의 경우에는 재범방지 효과에 비해 지나치게 과다한 비용(재정)이 소요되고 성범죄를 성호르몬(특히 남성 호르몬)의 분비에 따른 신체 현상으로 도식화해 폭력에 의한 성적 착취라는 범죄의 본질을 흐린다는 점에서 모두 성범죄에 대한 대중의 분노에 편승한 포퓰리즘적 형사 입법이라는 비판을 면치 못하고 있다.

## 대한민국의 강간죄
대한민국 형법은 제297조에 강간죄, 제297조의2(2013.6.19. 신설)에 유사강간죄의 규정을 두고 있다.
제297조(강간) 폭행 또는 협박으로 사람을 강간한 자는 3년 이상의 유기징역에 처한다.

제297조의2(유사강간) 폭행 또는 협박으로 사람에 대하여 구강, 항문 등 신체(성기는 제외한다)의 내부에 성기를 넣거나 성기, 항문에 손가락 등 신체(성기는 제외한다)의 일부 또는 도구를 넣는 행위를 한 사람은 2년 이상의 유기징역에 처한다.

#### 강간죄의 주체와 객체
종전의 판례에 따르면 강간죄의 주체(범인)는 남성이며, 여성은 단독으로는 범인이 될 수 없으나 공모 및 협동관계가 있으면 예외적으로 강간죄의 범인이 될 수 있다.
대법원은 2009년에 여성으로 성전환한 트랜스젠더가 가족관계등록부(호적)상 남자이더라도, 생물학적 요소 뿐만 아니라 정신적 요소 및 사회적 요소를 종합적으로 판단하여 강간죄의 객체(피해자)로 인정할 수 있다고 처음으로 판결(2009.9.10.) 하였고, 2013년에는 법률상 처에 대한 행위는 부부관계의 특성상 강간죄의 성립을 인정할 수 없다는 종전의 입장을 접고 혼인관계 파탄 전의 부부 사이에서도 강간죄가 성립함을 인정(2013.5.16.)하였다.
2013년 6월 19일에 형법은 강간죄의 피해자를 '부녀'에서 '사람'으로 확대하였다.
이에 따라 여성이 남성을 폭행 또는 협박하여 성기를 삽입시키는 행위도 강간죄로 처벌할 수 있게 되었고, 여성도 단독으로 강간죄의 범인이 될 수 있다.

#### 강간죄의 실행착수
대법원 판례는 간음을 하기 위하여 피해자의 항거를 불능하게 하거나 현저히 곤란하게 할 정도의 폭행 또는 협박을 개시한 때에 강간죄의 실행착수로 본다. 따라서, 이에 미치지 않은 폭행이나 협박에 의한 간음은 강간죄로 인정되지 않고 있다.
폭행, 협박이 강간죄에 해당할 정도인지의 여부는 그 폭행, 협박의 내용과 정도는 물론 유형력을 행사하게 된 경위, 피해자와의 관계, 간음 당시와 그 후의 정황 등 모든 사정을 종합하여 피해자가 간음 당시에 처하였던 구체적인 상황을 기준으로 판단한다. 강제로 술을 먹이거나 피해자가 모르게 약물을 쓴 경우에도 강간죄의 폭행에 해당한다.

##### 판례
- 강간할 목적으로 피해자의 집에 침입하였다 하더라도 안방에 들어가 누워 자고 있는 피해자의 가슴과 엉덩이를 만지면서 간음을 기도하였다는 사실만으로는 강간미수죄로 처벌할 수 없다[8]
- 가해자가 폭행을 수반함이 없이 오직 협박만을 수단으로 피해자를 간음 또는 추행한 경우에도 그 협박의 정도가 피해자의 항거를 불가능하게 하거나 현저히 곤란하게 할 정도의 것(강간죄)이거나 또는 피해자의 항거를 곤란하게 할 정도의 것(강제추행죄)이면 강간죄 또는 강제추행죄가 성립하고, 협박과 간음 또는 추행 사이에 시간적 간격이 있더라도 협박에 의하여 간음 또는 추행이 이루어진 것으로 인정될 수 있다면 달리 볼 것은 아니다.[9]
- 강간죄에서의 폭행·협박과 간음 사이에는 인과관계가 있어야 하나, 폭행·협박이 반드시 간음행위보다 선행되어야 하는 것은 아니다.
- 유부녀인 피해자에 대하여 혼인 외 성관계 사실을 폭로하겠다는 등의 내용으로 협박하여 피해자를 간음 또는 추행한 사안에서 위와 같은 협박이 피해자를 단순히 외포시킨 정도를 넘어 적어도 피해자의 항거를 현저히 곤란하게 할 정도의 것이었다고 보기에 충분하다는 이유로, 강간죄 및 강제추행죄가 성립한다.[9]

#### 강간죄의 기수
강간죄와 유사강간죄에 있어서 강간(간음)은 타인의 신체에 대한 성적 삽입행위(성기, 항문, 구강 등 신체 내부로의 공격행위)를 말하며, 강간죄의 경우에는 여성이 남성을 폭행 또는 협박하여 성기를 삽입시키는 행위도 포함한다. 따라서, 강간죄의 기수는 성기가 성기에 들어가는 시점에 인정되며, 유사강간죄는 범인(또는 공범)의 성기가 피해자의 항문이나 구강에 들어가거나 성기 외의 신체 일부나 물건이 피해자의 성기나 항문에 들어가는 시점에 인정된다.

#### 강간죄의 죄수
동일한 폭행, 협박을 이용하여 여러 번 간음한 때에는 단순일죄(單純一罪)만 성립한다.

#### 준강간죄
제299조(준강간, 준강제추행) 사람의 심신상실 또는 항거불능의 상태를 이용하여 간음 또는 추행을 한 자는 제297조, 제297조의2 및 제298조의 예에 의한다.

준강간은 사람의 심신상실이나 항거불능의 상태를 이용하여 간음하는 것을 말한다. 술에 만취하거나 잠을 자고 있는 상태를 이용한 경우에는 항거불능 상태에 있었다고 본다.
여성에 의한 남성 강간은 여성이 남성의 동의없이 성기를 발기시키거나 발기된 상태를 이용하여 자기의 성기에 삽입시키는 행위를 말하는데, 현실적으로는 강간죄보다는 심신상실이나 항거불능의 상태를 이용한 준강간죄가 적용될 가능성이 높다. 다만, 약물을 써서 그런 상태에 이르게 했다면 강간죄가 적용된다.

##### 판례
- 피해자가 깊은 잠에 빠져 있거나 술·약물 등에 의해 일시적으로 의식을 잃은 상태 또는 완전히 의식을 잃지는 않았더라도 그와 같은 사유로 정상적인 판단능력과 대응·조절능력을 행사할 수 없는 상태에 있었다면, 이는 준강간죄 또는 준강제추행죄에서의 심신상실 또는 항거불능 상태에 해당한다.[10]
- 甲은 A가 심신상실 또는 항거불능의 상태에 있다고 인식하고 그러한 상태를 이용하여 간음할 의사로 A를 간음하였으나, A가 실제로는 심신상실 또는 항거불능의 상태에 있지않은 경우 준강간죄의 불능미수가 성립한다[11]
- 사회통념상 그 출생당시에는 생물학적인 신체적 성징에 따라 법률적인 성이 평가된다.[12]

#### 비친고죄
2013년 6월 19일, 강간죄와 강제추행죄 등을 고소가 있어야 공소를 제기할 수 있는 친고죄로 규정하던 형법 제306조가 삭제되어 피해자의 고소가 없거나 피해자가 범인의 처벌을 원하지 않는 경우에도 처벌할 수 있게 되었다. 그러나, 개정 형법의 시행 전에 범한 강간죄와 강제추행죄 등에 관해서는 종전의 친고죄 규정이 적용된다.
북미나 유럽의 대부분 국가와 중화민국에서는 이미 1990년대부터 강간죄의 처벌을 피해자의 의사에 맡겨두지 않고 엄정하게 처벌하고 있다. 다만, 부부 사이의 강간과 강제추행에 대해서는 특수성을 인정해 친고죄로 규정하는 예가 있다.

## 중화인민공화국의 강간죄
중화인민공화국에서는 사형집행을 한다.

## 屍姦(시간)
시체를  간음하는 것으로, 이미 죽은 사람을 대상으로 자신의 성적 욕구를 해소하려는 행위이며 도덕적으로도 고인을 모욕하는 행위다. 더군다나 행여 고인의 사망사유가 되는 질병이 전염되어 위험해지고 사망할 수도 있다. 시체에 성욕을 느끼는 사람을 네크로필리아라고 하며 알려지면 큰 파문이 일어난다. 시체가 미녀라면 성추행, 성교도 가능하다는 생각과 행동도 하지 말아야 한다.

## 같이 보기
- 강간 문화
- 부부강간
- 전시강간
- 집단강간
- 준강간죄
- 준강제추행죄